# 張朋來
张朋来，直隶乐亭县人，清朝政治人物、同進士出身。
嘉庆十六年辛未科（1811年），登進士。后授中书舍人，改官锦州府教授。